# Christ Church Picture Gallery
Die Christ Church Picture Gallery ist ein Kunstmuseum in Christ Church in Oxford, einem College der University of Oxford in England. Die Galerie hält eine wichtige Sammlung von etwa 300 Gemälde der Alten Meister und fast 2000 Zeichnungen. Es ist eine der wichtigsten privaten Kunstsammlungen des Vereinigten Königreichs. Der größte Teil der Sammlung wurde im Jahr 1765 nach dem Tod eines ehemaligen Mitglieds des College, dem General John Guise, gestiftet. Weitere Spenden wurden von William Fox-Strangways, Walter Savage Landor, Richard Nosworthy und C.R. Patterson getätigt.
Die Galerie zeichnet sich besonders durch seine Sammlung italienischer Kunst aus dem 14. bis 18. Jahrhundert aus. Die Sammlung umfasst Gemälde von Annibale Carracci, Duccio di Buoninsegna, Fra Angelico, Hugo van der Goes, Giovanni di Paolo, Filippino Lippi, Sano di Pietro, Frans Hals, Salvator Rosa, Jacopo Tintoretto, Anthonis van Dyck, Paolo Veronese, Zeichnungen von Leonardo da Vinci, Raffael, Michelangelo, Albrecht Dürer, Peter Paul Rubens und eine große Auswahl an anderen Künstlern.